# Cariblatta cuprea
Cariblatta cuprea är en kackerlacksart som beskrevs av Morgan Hebard 1916. Cariblatta cuprea ingår i släktet Cariblatta och familjen småkackerlackor.
Artens utbredningsområde är Jamaica. Inga underarter finns listade.